# 1972 dans le catholicisme
Chronologie du catholicisme
- 1968
- 1969
- 1970
- 1971
- 1972
- 1973
- 1974
- 1975
- 1976

Cet article présente les faits marquants de l'année 1972 dans le catholicisme.

## Évènements
- 12 février : Naissance du groupe qui deviendra la Communauté de l'Emmanuel.

## Naissances
- 17 janvier : Ivan Brient, prêtre français, ayant renoncé à la charge d'évêque avant d'être ordonné
- 22 janvier : Bruno Valentin, prélat français, évêque de Carcassonne
- 31 janvier : Rolandas Makrickas, cardinal lituanien de la Curie
- 10 mars : Marko Medo (de), prélat croate, évêque de Gospić-Senj (hr)
- 14 avril : Pierre Suon Hangly, prélat cambodgien, vicaire apostolique coadjuteur de Phnom Penh
- 20 mai : George Panamthundil (en), prélat indien, diplomate du Saint-Siège et archevêque titulaire de Floriana (de)
- 6 juin : 
  - Tonito Francisco Xavier Muananoua (de), prélat mozambicain, évêque auxiliaire de Maputo et évêque titulaire d'Oescus (de)
  - Teshome Fikre Woldetensae, prélat éthiopien de rite copte, évêque d'Emdibir
- 18 juin : Jean Baptiste Valter Manga, prélat sénégalais, évêque de Ziguinchor
- 27 juillet : Samuel Mbairabé Tibingar, prélat tchadien, évêque de Koumra
- 5 août : Krzysztof Charamsa, prêtre, théologien et philosophe polonais, réduit à l'état laïc en raison de son homosexualité
- 18 août : Lucio Nicoletto, prélat et missionnaire italien, prélat de São Félix
- 26 octobre : Gélase Armel Kema, prélat congolais, évêque de Ouesso
- 5 novembre : Vincent Sénéchal, prêtre français, supérieur général des Missions étrangères de Paris
- 25 novembre : Gilles Reithinger, prélat français, évêque auxiliaire émérite de Strasbourg
- 14 décembre : Luigi Merola, prêtre italien, opposant à la mafia
- Date précise inconnue : 
  - Arley Arias García, prêtre colombien assassiné († 18 janvier 2002)
  - Alexandre Denis, prêtre et prestidigitateur français

## Décès

### Février
- 9 février : Liévin Thésin, prêtre, résistant et espion belge de la Première Guerre mondiale (° 3 mars 1883)
- 21 février : Eugène Tisserant, cardinal français de la Curie, Juste parmi les nations (° 24 mars 1884)

### Mars
- 13 mars : Alphonse Thommerot, prêtre français (° 18 juin 1898)
- 15 mars : Georges Guérin, prêtre et résistant français, cofondateur de la Jeunesse ouvrière chrétienne (° 24 octobre 1891)
- 26 mars : Félix Bernard, prêtre catholique et historien de la Savoie (° 17 février 1883)
- 27 mars : Marian de Turin, prêtre capucin, homme de lettres, animateur de télévision et de radio et vénérable italien (° 22 mai 1906)
- 31 mars : Ramon Iglesias y Navarri, prélat espagnol, évêque d'Urgell, co-prince d'Andorre (° 28 janvier 1889)

### Avril
- 27 avril : Pierre Chaillet, prêtre, résistant, théologien et enseignant français (° 13 mai 1900)

### Mai
- 27 mai : José Garibi y Rivera, premier cardinal mexicain, archevêque de Guadalajara (° 30 janvier 1889)
- 29 mai : Gaetano Piccinini, prêtre italien, Juste parmi les nations (° 6 février 1904)
- 30 mai : Raymond Marcel, prêtre, historien de la philosophie et collectionneur français (° 17 mai 1902)

### Juin
- 6 juin : Joseph Anthony O'Sullivan, prélat canadien, archevêque de Kingston (° 29 novembre 1886)
- 8 juin : Josaphat Jean, prêtre canadien, figure de l’Église gréco-catholique ukrainienne (° 19 mars 1885)
- 30 juin : Francisco de Madina, prêtre et compositeur espagnol (° 29 janvier 1907)

### Juillet
- 14 juillet : Gerard Philips, prêtre, enseignant, théologien et homme politique belge (° 29 avril 1899)

### Août
- 14 août : Paolo Giobbe, cardinal italien, diplomate du Saint-Siège et archevêque titulaire de Ptolémaïde-en-Thébaïde (de) (° 10 janvier 1880)
- 21 août : Pierre Jobit, prêtre et historien français (° 11 février 1892)
- 27 août : Angelo Dell'Acqua, cardinal italien de la Curie (° 9 décembre 1903)

### Septembre
- 20 septembre : Cyril Jean Zohrabian, prêtre catholique turc arménien, vénérable (° 25 juin 1881)

### Octobre
- 21 octobre : Auguste Jauffrès, prélat français, évêque de Tarentaise puis évêque titulaire d'Arsennaria (de) (° 22 mai 1886)

### Novembre
- 13 novembre : Joseph Folliet, prêtre, militant catholique, sociologue et écrivain français, fondateur de La Vie et des Compagnons de Saint François (° 27 novembre 1903)
- 16 novembre : André Boyer-Mas, prêtre, diplomate et résistant français (° 1er août 1904)

### Décembre
- 1er décembre : Bienheureuse Bruna Pellesi, religieuse italienne (° 11 décembre 1917)
- 6 décembre : Henri Dupont, prélat français, évêque auxiliaire de Lille (° 14 septembre 1896)
- 7 décembre : José María Hernández Garnica, prêtre et serviteur de Dieu espagnol (° 17 novembre 1913)
- 29 décembre : Joseph Salvat, prêtre et linguiste français (° 8 novembre 1889)